# Eusaproecius congolanus
Eusaproecius congolanus är en skalbaggsart som beskrevs av Vladimir Balthasar 1963. Eusaproecius congolanus ingår i släktet Eusaproecius och familjen bladhorningar. Inga underarter finns listade i Catalogue of Life.